# Черно какаду
Черните какадута (Probosciger aterrimus), наричани също арови и палмови какадута, са вид едри птици от семейство Какадута (Cacatuidae), единствен представител на род Probosciger.
Разпространени са в горите на Нова Гвинея и полуостров Кейп Йорк. Достигат дължина от 55 – 60 сантиметра и маса от 0,9 – 1,2 килограма и са едни от най-едрите какадута в Австралия. Хранят се сутрин, главно с полодове на палмата Pandanus spiralis и ядки на Canarium australasicum.